# Ziziphus strychnifolia
Ziziphus strychnifolia là một loài thực vật có hoa trong họ Táo. Loài này được Triana & Planch. miêu tả khoa học đầu tiên năm 1872.